# Совський провулок
Со́вський провулок — зниклий провулок, що існував у Московському, нині Голосіївському районі міста Києва, місцевість Деміївка. Пролягав від Совської вулиці (тепер — проспект Валерія Лобановського) до Скляного провулку.

## Історія
Виник на межі XIX — XX століття під назвою (2-й) Безіменний. Назву Совський провулок набув 1955 року, від місцевості Совки. 
Ліквідований у 1977 році у зв'язку з частковою зміною забудови і переплануванням місцевості.